# Сибери-Западная богословская семинария
Сибери-Западная богословская семинария (англ. Seabury-Western Theological Seminary, SWTS) — бывшая семинария Епископальной церкви, располагавшаяся в Эванстоне (штат Иллинойс, США).

## История

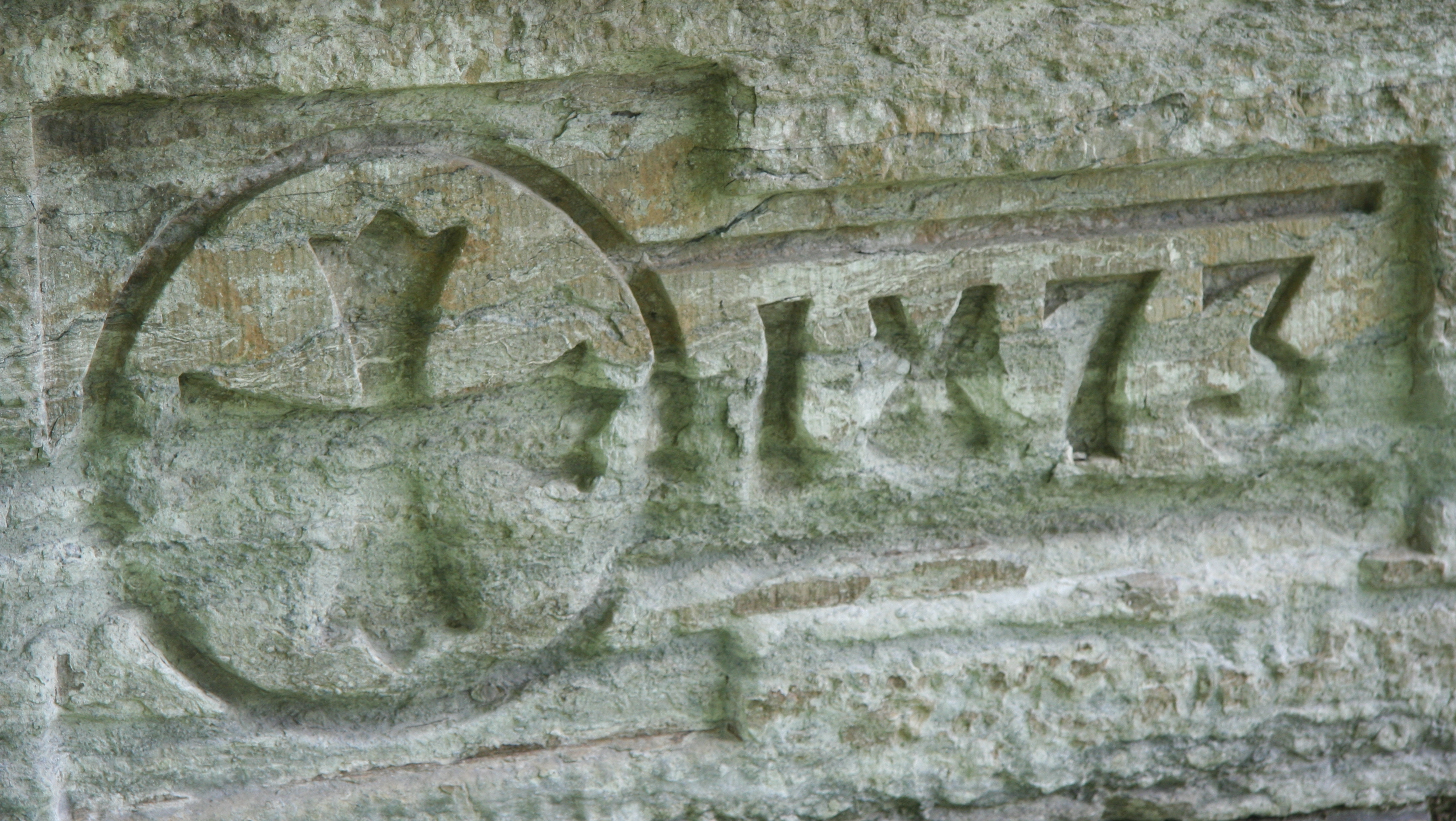
Краеугольный камень Сибери-Дивинити-Холл в Фэрибо, штат Миннесота

Семинария Сибери-Уэстерн (Сибери-западная) была образована в 1933 году в результате слияния Западной теологической семинарии в Эванстоне (основана в 1883 году в Чикаго) и Школы богословия Сибери в Фэрибо (штат Миннесота, основана в 1858 году). Новая семинария стремилась сохранить связь «Высокой» и «Низкой церкви» своих предшественников. Однако на протяжении большей части своей истории SWTS занимала в англиканской церкви место, сходное с местом Общей теологической семинарии в Нью-Йорке: литургический уклон в сторону англокатолической практики и принятие современной теологии и социальной терпимости.
Осенью 2008 года семинария прекратила приём семинаристов на традиционную степень магистра богословия (M.Div.).
В 2009 году собственность Сибери в Эванстоне была приобретена Северо-Западным университетом, при этом Сибери было разрешено продолжать пользоваться ею в течение пяти лет.
В мае 2010 года семинария прекратила свою деятельность, а в январе 2012 года переехала из Эванстона в штаб-квартиру Евангелическо-лютеранской церкви в Америке рядом с аэропортом О’Хара. В марте 2012 года советы Сибери-Уэстерн и семинарии Бексли-Холл в Бексли (штат Огайо), проголосовали за объединение. Роджер Ферло был назначен первым президентом федерации.
В 2013 году семинария Сибери-Уэстерн объединилась с семинарией Бексли-Холл, образовав Федерацию западной богословской семинарии Бексли-Холл-Сибери. В июле 2016 года федерация переехала на второй этаж Чикагской теологической семинарии, чтобы продолжать свои курсы с присвоением академических степеней, включая степень магистра богословия. Федерация известна как Бексли-Сибери.
Открытая 27 апреля 2013 года, семинария Бексли-Сибери первоначально предлагала степень магистра богословия в бывшем кампусе Бексли-Холл в Колумбусе в партнёрстве с Троицкой лютеранской семинарией. В своём кампусе в Чикаго, недалеко от аэропорта О’Хара, федерация предлагала степень доктора служения в области развития конгрегаций, а также степень доктора служения (D.Min.) в области проповеди через Ассоциацию теологических школ Чикаго. Диплом англиканских исследований предлагался как в Колумбусе, так и в Чикаго.
В июле 2016 года Бексли-Сибери объединился в единый кампус c Чикагской теологической семинарией в районе Гайд-парк/Вудлон в Чикаго. Там семинария предлагает степень магистра богословия и две степени доктора служения (по проповедничеству, через Ассоциацию чикагских богословских школ), а также диплом по англиканским исследованиям и курсы повышения квалификации.

## Лица, связанные с семинарией
- Эндрю Кит Малкольм Адам[англ.] (р. 1957), профессор
- Эдит Бидо[англ.] (1888—1958), музыкальный руководитель
- Марк Аллен Бурлакас[англ.], выпускник, епископ Юго-Западной Виргинии
- Джеймс Ллойд Брек[англ.] (1818—1876), основатель семинарии Нашота-Хаус[англ.]
- Альберт Уильям Хиллестад[англ.] (1924—2007), выпускник, епископ Спрингфилда[англ.]
- Фредерик Китор[англ.] (1855—1924), выпускник, первый епископ Олимпии[англ.]
- Леонель Лейк Митчелл[англ.] (1930—2012), профессор и преподаватель литургики и церковной истории (1978—2005), почётный профессор
- Роберт Шервуд Морс[англ.] (1924—2015), выпускник
- Марк Шон Сиск[англ.] (р. 1942), президент и декан, 1984—1998 гг.
- Ричард Тиме[англ.] (р. 1944), выпускник
- Чарльз Ваче[англ.] (1926—2009), выпускник, епископ Южной Вирджинии[англ.]
- Алан Уотс (1915—1973), выпускник
- О'Келли Уитакер[англ.] (1926—2015), выпускник
- Джон Альберт Уильямс[англ.] (1866—1933), выпускник
- Роберт Мунро Вольтерсторф[англ.] (1914—2007), выпускник, первый епископ Сан-Диего[англ.]